# Myristica fragrans
Myristica fragrans Houtt è un albero della famiglia Myristicaceae originario delle isole Molucche (Indonesia) e oggi coltivato nelle zone intertropicali.
Se ne ricavano due spezie:
- il seme decorticato è la noce moscata;
- la parte esterna che ricopre il seme fornisce il macis.

Il nome noce moscata significa "noce di Mascate" e fa riferimento alla capitale dell'Oman, luogo dal quale cominciò a essere commercializzata.

## Descrizione
Myristica fragrans è un albero sempreverde, dioico, alto 5–10 m ma che può raggiungere occasionalmente l'altezza di 20 metri.

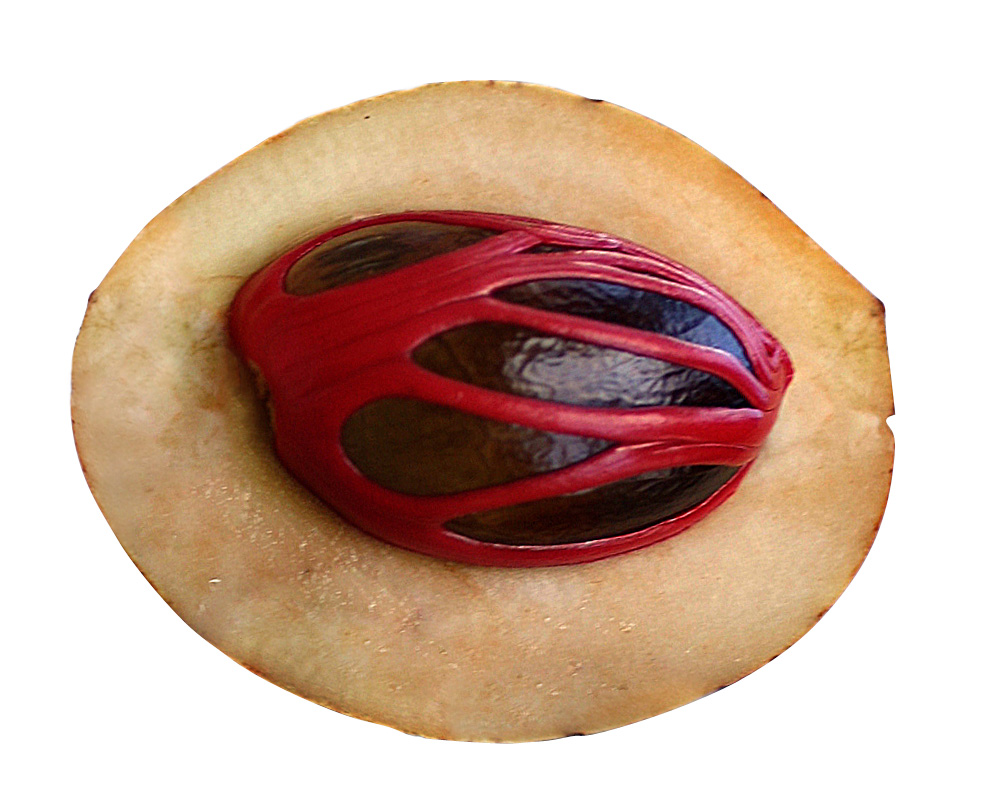
Il frutto aperto: la parte rossa fornisce la spezia nota come macis

Le foglie sono a fillotassi alterna, di colore verde scuro, lunghe 5–15 cm e larghe 2–7 cm con piccioli lunghi circa 1 cm. La specie è dioica, cioè fiori "maschili" e fiori "femminili" sono portati su piante diverse. I fiori sono a forma di campana, giallo pallido e un po' cerosi e carnosi. I fiori maschili, portanti gli stami, sono disposti in gruppi da uno a dieci, ciascuno lungo 5–7 mm; i fiori femminili, che daranno il frutto, sono in gruppi più piccoli, da uno a tre, e un po' più lunghi, fino a 10 mm.
I frutti sono delle drupe.
Il seme della pianta, di forma ovale arrotondata, è una spezie usata in cucina.
La specie Myristica fragrans fu descritta dal botanico olandese Martinus Houttuyn nel 1774. L'epiteto specifico fragrans significa "fragrante".

## Biologia
Studi condotti su piante coltivate in India hanno individuato nel coleottero mirmecofilo Formicomus braminus (Anthicidae) l'insetto impollinatore di M. fragrans. Non è escluso che in natura altri insetti possano svolgere il medesimo ruolo.

## Coltivazione
È una coltivazione assolutamente tropicale. Il primo raccolto si ottiene dopo 7-9 anni dall'impianto e la piena produzione dopo 20 anni. La pianta può essere riprodotta per seme, ma frequentemente è propagata per via vegetativa (talee), tale ultima pratica è preferita in quanto è possibile propagare in maniera controllata gli esemplari femminili alternati ai maschili, i femminili sono ovviamente quelli che producono frutti (la pianta è dioica, quindi i due sessi sono su piante diverse).

## Usi

### Culinario

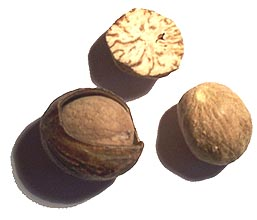
Noce moscata

La noce moscata è usata in cucina come ingrediente in preparazioni sia dolci (es. budini e creme) sia salate (es. salsa besciamella, purè, ragù di carne e verdure lesse).
Spesso, nella cucina italiana, viene aggiunta nei ripieni, tradizionalmente per tortellini, cappelletti, ravioli e cannelloni fatti a base di carne, formaggio o spinaci. Il suo aroma, in quantità moderate, è gradevole, caldo, piccante, esotico.
Il macis, di gusto più delicato, è di uso meno frequente nella cucina italiana. Il macis inoltre conferisce un colore giallo-arancione, simile allo zafferano.
Nella cucina indonesiana, la noce moscata è usata in vari piatti, principalmente in molte zuppe piccanti (come alcune varianti di soto, konro, zuppa di coda di bue, zuppa di costolette, bakso). Viene anche utilizzata nel sugo per piatti di carne, come lo spezzatino di manzo semur, le costolette al pomodoro e piatti di derivazione europea come bistik (bistecca di manzo), rolade (involtino di carne macinata) e bistik lidah (bistecca di lingua di manzo).
Nella cucina indiana, la noce moscata è usata in molti piatti dolci e salati. Nello Stato del Kerala, la noce moscata grattugiata viene utilizzata nelle preparazioni di carne e anche aggiunta con parsimonia ai dessert per il sapore. Può anche essere usato in piccole quantità nel garam masala. La noce moscata macinata in India viene anche affumicata.

#### Tossicità durante la gravidanza
Sebbene in ambito culinario sia ragionevole l'assunzione di noce moscata solo in piccoli quantitativi, in passato fu usata in alte dosi. In dosi elevate fu utilizzata come abortivo: essa inibisce infatti la produzione di prostaglandine, che possono influenzare lo sviluppo del feto.
Il blocco nella sintesi di prostaglandine con applicazioni topiche nel cuoio capelluto ha effetto anticalvizie.

#### Uso del frutto
Nei luoghi di coltivazione viene anche utilizzato il frutto. La parte carnosa gialla viene sia ridotta in marmellate, sia candita (come nel dolce chiamato manisan pala in Indonesia).

### Farmaceutico
Nel XIX secolo si pensava che la noce moscata fosse un abortivo, il che portò a numerosi casi documentati di avvelenamento da noce moscata. Sebbene venga talvolta usata come trattamento per altri disturbi (es. migliora la digestione, incrementa i movimenti peristaltici intestinali, favorisce il flusso biliare), la noce moscata non ha alcun valore medicinale provato.
La miristicina, principale componente dell'olio essenziale ricavato da Myristica fragrans, a elevati dosaggi ha un effetto simil-stupefacente, che provoca allucinazioni e convulsioni. Negli ultimi anni si è registrato un crescente abuso della miristicina o delle noci intere come intossicante allucinogeno a buon mercato, causando frequentemente casi mortali di avvelenamento.

## Storia

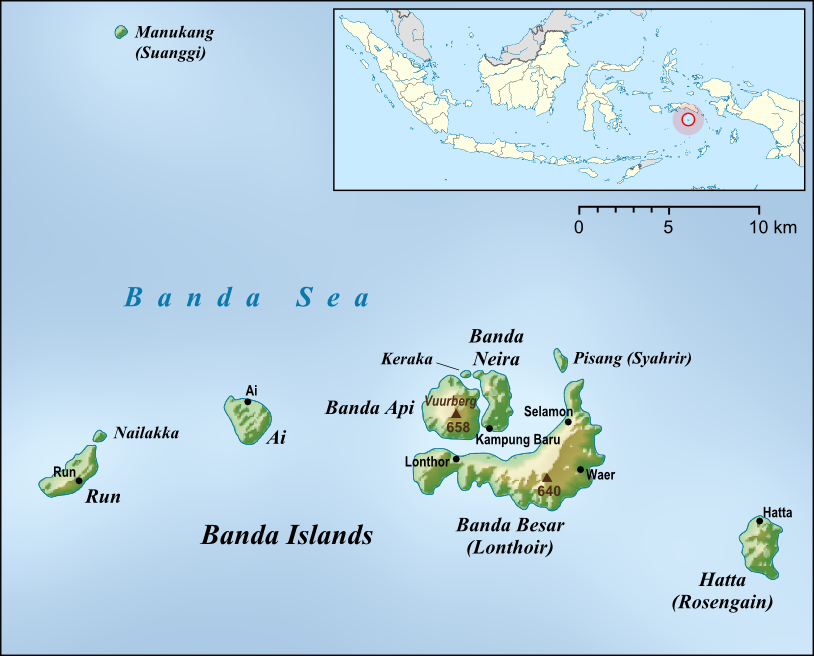
Mappa delle Isole Banda

Le prime testimonianze dell'uso della noce moscata si trovano in residui di vasellame risalenti a 3 500 anni fa, provenienti dall'isola di Pulau Ai, una delle Isole Banda, nell'Indonesia orientale. Le Isole Banda sono composte da undici piccole isole vulcaniche e fanno parte del più grande gruppo delle isole Molucche. Queste isole erano l'unica fonte di produzione di noce moscata e macis fino alla metà del XIX secolo.
Nel VI secolo d.C., l'uso della noce moscata si diffuse in India e poi, più a ovest, a Costantinopoli. Nel XIII secolo, i mercanti arabi avevano individuato l'origine della noce moscata nelle Isole Banda, ma l'avevano tenuta segreta ai mercanti europei.
Le Isole Banda furono il teatro delle prime imprese europee in Asia, per accaparrarsi il commercio delle spezie. Nell'agosto del 1511, Afonso de Albuquerque conquistò Malacca, che all'epoca era il centro del commercio asiatico, per conto del re del Portogallo. Nel novembre dello stesso anno, dopo essersi assicurato Malacca e aver appreso la posizione di Banda, Albuquerque inviò una spedizione di tre navi guidata dall'amico António de Abreu per trovarla. I piloti malesi, reclutati o arruolati con la forza, li guidarono attraverso Giava, le Piccole Isole della Sonda e Ambon fino alle isole Banda, dove arrivarono all'inizio del 1512. La spedizione, la prima europea a raggiungere le Isole Banda, rimase per circa un mese, acquistando e riempiendo le proprie navi con la noce moscata e il macis di Banda e con i chiodi di garofano, di cui Banda aveva un fiorente commercio. Un primo resoconto di Banda è contenuto nella Suma Oriental, un libro scritto dallo speziale portoghese Tomé Pires, di stanza a Malacca dal 1512 al 1515. Il pieno controllo di questo commercio da parte dei portoghesi non fu possibile ed essi rimasero partecipanti senza un punto d'appoggio nelle isole.
Per ottenere il monopolio della produzione e del commercio della noce moscata, la Compagnia olandese delle Indie orientali (VOC) ingaggiò una sanguinosa battaglia con i bandanesi nel 1621. Lo storico Willard Hanna ha stimato che prima di questa battaglia le isole erano popolate da circa 15 000 persone, di cui ne erano rimaste solo 1 000 (i bandanesi furono uccisi, morirono di fame durante la fuga, furono esiliati o venduti come schiavi). La Compagnia costruì un vasto sistema di piantagioni di noce moscata sulle isole durante il XVII secolo.
A seguito dell'interregno olandese durante le guerre napoleoniche, gli inglesi invasero e presero temporaneamente il controllo delle Isole Banda dagli olandesi e trapiantarono alberi di noce moscata, completi di terra, in Sri Lanka, Penang, Bencoolen e Singapore. Da queste località furono trapiantati in altri possedimenti coloniali, in particolare a Zanzibar e Grenada. La bandiera nazionale di Grenada, adottata nel 1974, raffigura un frutto di noce moscata stilizzato e aperto. Gli olandesi mantennero il controllo delle Isole delle Spezie fino alla seconda guerra mondiale.